# Budia (kommunhuvudort)
Budia är en kommunhuvudort i Spanien.   Den ligger i provinsen Provincia de Guadalajara och regionen Kastilien-La Mancha, i den centrala delen av landet, 80 km öster om huvudstaden Madrid. Budia ligger 913 meter över havet och antalet invånare är 271.
Terrängen runt Budia är kuperad österut, men västerut är den platt. Runt Budia är det glesbefolkat, med 8 invånare per kvadratkilometer. Närmaste större samhälle är Trillo, 16,2 km nordost om Budia. Trakten runt Budia består till största delen av jordbruksmark.